# نورمان جنسن
نورمان جنسن (بالإنجليزية: Norm Jensen)‏ هو ضابط وموظف مدني وسياسي أسترالي، ولد في 24 نوفمبر 1945 في أستراليا. حزبياً، نشط في Residents Rally ‏. وقد انتخب عضو الجمعية التشريعية الأسترالية لمقاطعة العاصمة الأسترالية ‏ (8 مايو 1989 – 15 فبراير 1992).